# Nacija
Nácija (iz latinskega nātĭo prvotno »rojstvo«, izpeljanka iz nātus »rojen«, nāscī »roditi se«) je skupnost posameznikov, ki delijo določene značilnosti kot ozemlje, kultura (npr. jezik, vera/religija, zgodovina in tradicije), etnija in, eventualno, vlada.
Nacija ni povsem sopomenka besed narod, država, ljudstvo in etnija. Izraz »nacija« ponavadi prejme bolj politični kot kulturni pomen, medtem ko izraz »narod« bolj kulturni kot politični pomen.